# آلوئیس ریگل

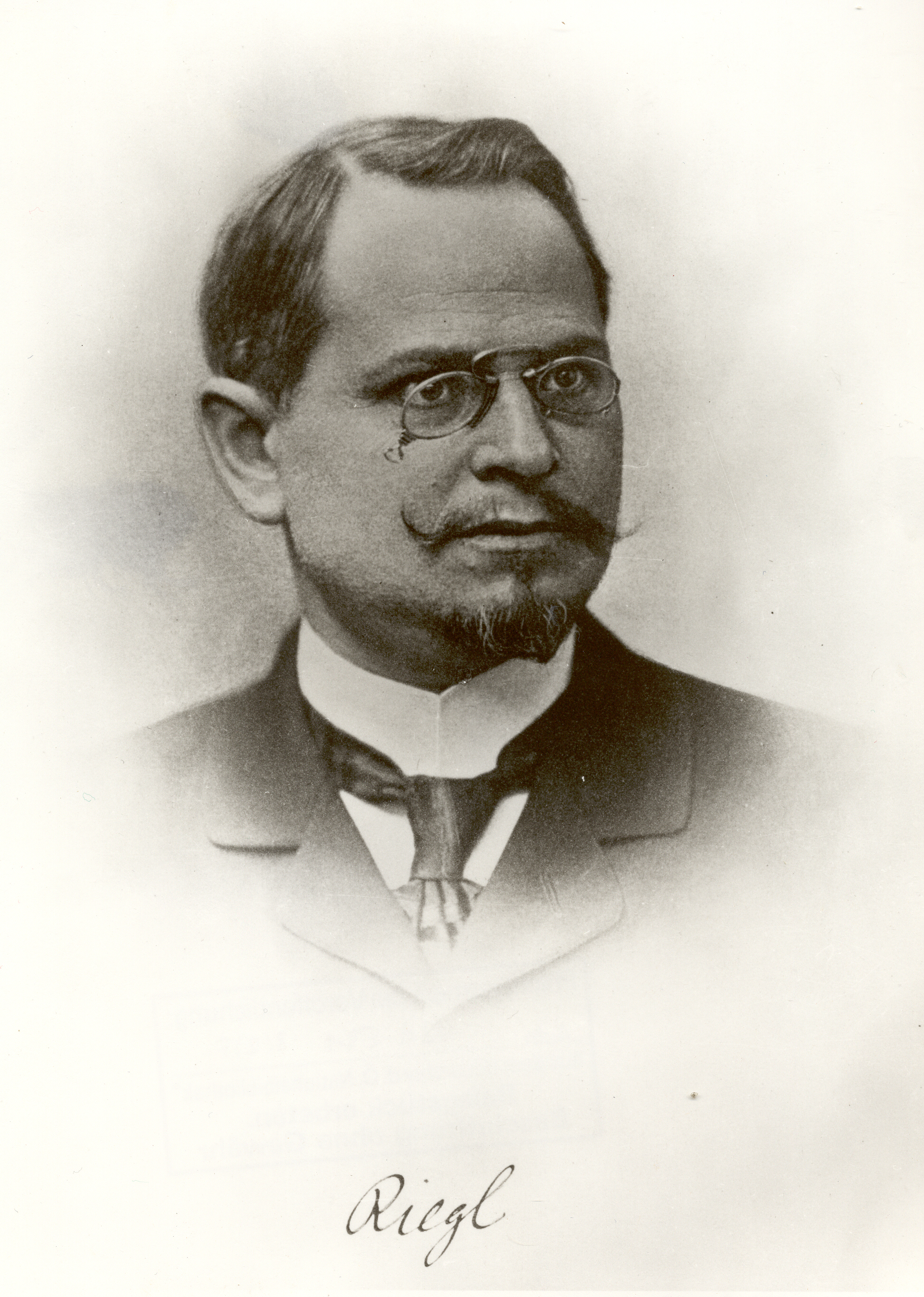
آلوئیس ریگل

آلوئیس ریگل (زاده ۱۴ ژانویه ۱۸۵۸–۱۷ ژوئن ۱۹۰۵) استاد تاریخ اهل کشور اتریش بوده‌ است.

## زندگی
آلوئیس ریگل در ۱۴ ژانویه ۱۸۵۸ در لینتس زاده شد. در دانشگاه وین به تحصیل پرداخت. در سال ۱۸۸۹ به استادی تاریخ هنر در دانشگاه وین نایل گشت. در۱۹۸۷ به مقام استاد ارتقا یافت در ۱۹۰۱سرپرستی کمیسیون حفظ و حراست هنر را بر عهده گرفت؛ و در ۱۷ ژانویه ۱۹۰۵ در وین در گذشت.
آلوئیس ریگل در کنار ولفین و پانوسفکی یکی از بنیان‌گذران تاریخ هنر همچون رشته‌ای مستقل است. هر سه اینان به سنت فلسفه ایدئالیستی آلمان متعلق‌اند که از کانت و هگل نشأت می‌گیرند. شاید این امر خصوصاً در مورد ریگل درست باشد که رسالتش، از دید خودش، این بود که در برابر نفوذ فرایند برداشتماده گرایانه در هنر به مقابله برخیزد. او این گرایش را به نام گوتفرید زمپر منتسب ساخت. زمپر نویسنده‌ای در حوزهٔ نظریه هنر و معماری برجسته بود که بناهایش مرکز شهر وین را زینت می‌بخشد. جالب اینجاست که مفهوم انتزاعی ارادهٔ هنری، نخستین بار در سیاق بحث دربارهٔ هنرهای تزئینی، خصوصاً مباحث مربوط به پیدایش نقش مایه‌های تزئینی که ریگل در نخستین کتابش گنجانیده بود شکل گرفت. او نشان داد که نقش فراگیر برگ گیاه آکانتوس در واقع، نقش مایهٔ سادهٔ گل آبی است که در طی نسل‌ها به شکل مفصل و ریزه کارانه تری تحول یافته‌است.
دستاورد بزرگ ریگل در تاریخ هنر، که در کتاب «صناعت هنر رومی متاخر» آمده‌ است تمایز میان دو گونۀ بازنمایی بساوایی یا لامسه‌ای و مرایایی بود